# Antiga Estação Transmissora da Rádio Farroupilha
A Antiga Estação Transmissora da Rádio Farroupilha, inaugurado como "Estação Transmissora PRH-2", às vezes citado como "antiga sede da Rádio Farroupilha", é um prédio histórico em ruínas localizado no bairro Ponta Grossa, em Porto Alegre.

## História

### Inauguração
O prédio foi inaugurado no dia 19 de outubro de 1952, para ser a "Estação Transmissora PRH-2" da Rádio Farroupilha, então pertencente ao Grupo Diários Associados, este de propriedade de Assis Chateaubriand (1892-1968). A torre transmissor tinha uma capacidade de 50 KW, a maior na época frente a outras emissoras nacionais, com o aparelhamento adquirido da Radio Corporation of America (RCA).  
O evento da inauguração contou com ampla cobertura da imprensa na época. Cerca de 1000 convidados, incluindo o então prefeito Ildo Meneghetti, participaram da solenidade, que teve uma missa campal celebrada pelo então arcebispo de Porto Alegre, Dom Alfredo Vicente Scherer. Como paraninfa da cerimônia, convidou-se Elettra Marconi, filha do ilustre engenheiro italiano Guilherme Marconi, o inventor do rádio.

### Sede da Rádio
O prédio da estação transmissora da Ponta Grossa somente foi utilizado como sede da Rádio Farroupilha em 1974, pela brevidade de três dias, após um incêndio ter atingido a outra transmissora da Rádio no Morro Santa Tereza.

### Declínio
Em 1982, com problemas financeiros, a Rádio Farroupilha foi vendida para o Grupo RBS. Pouco tempo depois, em 1986, o prédio foi desativado como estação transmissora pela nova proprietária.
Em 2003, o Grupo RBS realizou a permuta do terreno do prédio, que soma 29,1 hectares, com o Município. Em dezembro de 2008, através do decreto n.° 16.154 daquele ano, a Prefeitura passou o terreno para o Departamento Municipal de Habitação (DEHMAB) para atividades do órgão. 
Contudo, o grande terreno nunca foi próprio para implantação de projetos habitacionais, por conta da suscetibilidade do mesmo às inundações do Arroio do Salso. Um estudo técnico concluiu que a implantação de um loteamento no local demandaria um investimento prévio de R$ 30 milhões apenas em obras de preparação do solo.
Sob propriedade pública desde 2003, o prédio da antiga estação passou a ser constantemente vandalizado e depredado, apresentando atualmente sérios problemas de infiltração. 

### Invasão de 2012
Em 22 de janeiro 2012, o terreno da antiga estação foi invadido por cerca de 500 famílias, que representavam o "Movimento pela Moradia Digna da Zona Sul". Imagens de satélite do Google Earth da época comprovam a amplitude da invasão na área.
Em 7 de fevereiro, após pressão por parte de uma associação de moradores do bairro Ponta Grossa, a AMOERP, a prefeitura municipal realizou um acordo de reintegração pacífica com os invasores. Em virtude do acordo, cancelou-se a operação de reintegração forçada pela Brigada Militar, esta determinada judicialmente, que estava prevista para acontecer no dia seguinte. 

### Futuro do Prédio e APP

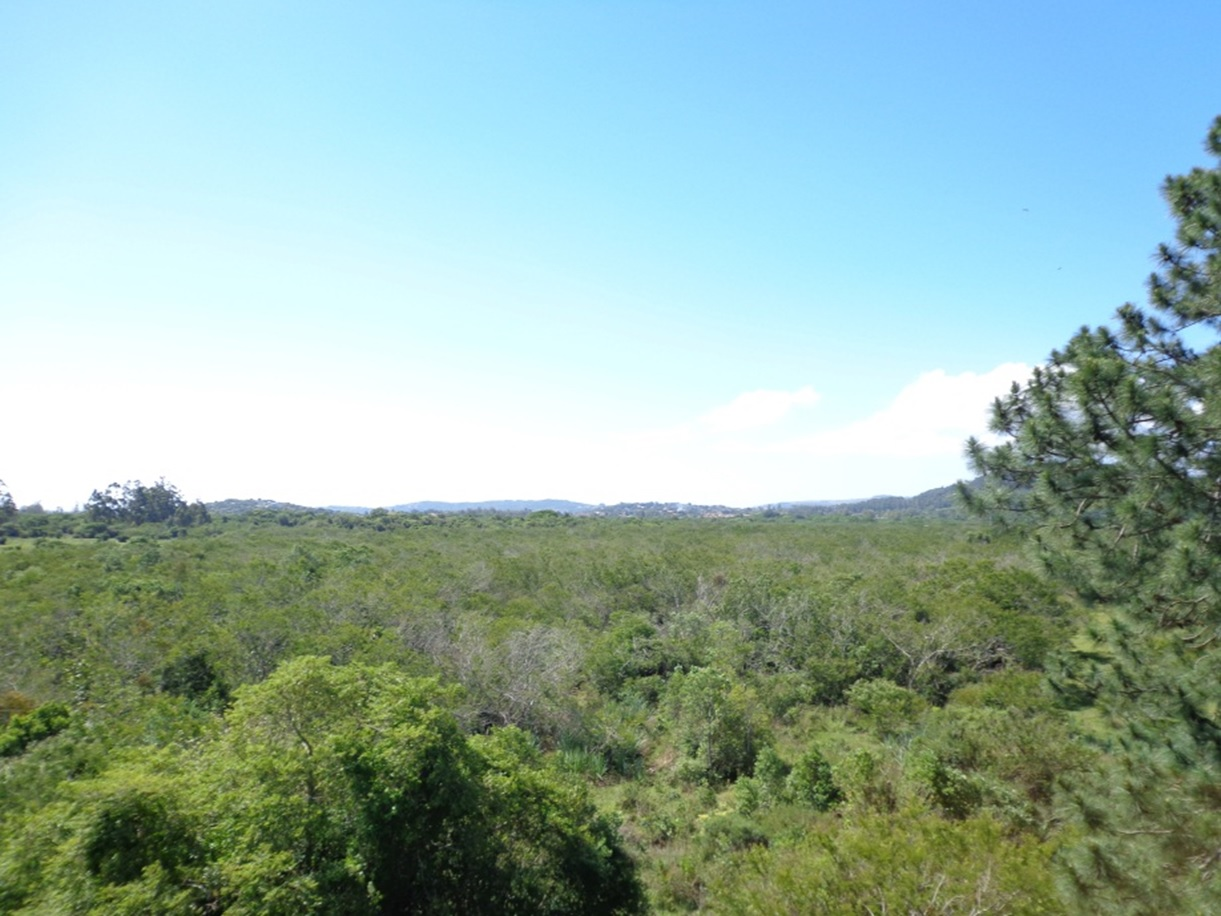
APP do terreno da antiga Rádio Farroupilha, vista de cima do prédio, em 2015.

Após a retirada dos invasores, a AMOERP (Associação de Moradores da Estrada Retiro da Ponta Grossa) encaminhou um laudo ambiental e um mapa cartográfico da área para a SMAM (Secretaria Municipal do Meio Ambiente), com a finalidade de fazer reconhecer o terreno da antiga transmissora como Área de Preservação Permanente (APP), em razão de sua importância como corredor ecológico e área de amortecimento de cheias, e de firmar uma parceria entre a associação e o órgão municipal para dar novo uso ao prédio abandonado da Rádio Farroupilha, em harmonia com a preservação ambiental. 
Em 5 de dezembro de 2013, a revitalização da área da antiga Rádio Farroupilha foi debatida em um reunião entre SMAM e AMOERP. A associação manifestou interesse em adotar o prédio e uma área de 1 hectare, enquanto a SMAM  propôs que os 28 hectares restantes fossem destinados à conservação, para integrar a Área de Proteção Ambiental (APA) do Morro São Pedro. Houve unanimidade de opiniões quanto às propostas na reunião.
Em 12 de novembro de 2014, através do decreto Nº 18.843, a Associação de Moradores da Estrada Retiro da Ponta Grossa (Amoerp) recebeu da Prefeitura Municipal a permissão de uso do imóvel da antiga estação para a "execução de projetos sem fins lucrativos, de cunho social, cultural, educacional e ambiental, atendendo aos interesses da comunidade local". 
Em 24 de novembro de 2014, outras cinco entidades comunitárias solicitaram esclarecimentos junto à Prefeitura sobre o referido decreto, manifestando o interesse de também participar do novo projeto organizado pela AMOERP. Na ocasião, as entidades alegaram que já haviam tentado, sem êxito, propor junto à prefeitura a criação de um "parque regional" para a área da antiga Rádio Farroupilha. Em abril de 2015, o impasse entre as entidades comunitárias sobre o projeto de revitalização da área da Rádio Farroupilha foi resolvido por meio de uma reunião no gabinete do vice-prefeito, onde foram sanadas dúvidas a respeito das propostas da AMOERP. Na ocasião, a AMOERP também declarou que seu projeto de revitalização buscará recursos junto à iniciativa privada.
Em 22 de agosto de 2015, foi oficialmente firmado o Termo de Permissão de Uso para que a AMOERP gerenciasse a área. A assinatura do termo pelo prefeito José Fortunati e representantes da AMOERP foi realizada em cerimônia no Parque de Rodeio Moacir Ritter, no bairro Ponta Grossa.
Em 16 de junho de 2017, a Lei n.° 12.226 declarou o terreno da antiga estação como Área de Preservação Permanente (APP). A lei foi aprovada por unanimidade pela Câmara Municipal de Porto Alegre e sancionada pelo prefeito Nelson Marchezan Júnior. 

## Arquitetura
O projeto arquitetônico original do prédio, datado de 1951 e assinado pelo escritório de engenharia Barcellos & Cia, encontra-se no Arquivo Histórico de Porto Alegre Moysés Vellinho.
Erguido em concreto armado, o prédio da estação transmissora foi construído em estilo Neocolonial espanhol, o qual se originou na Califórnia e foi bastante popular na cidade de Porto Alegre entre os anos 30 e 50. Entre os elementos constitutivos desse estilo presentes no prédio estão as colunas salomônicas da entrada principal, as janelas em arco, decoradas originalmente com gradis ornamentados, a espessa camada de argamassa nas paredes, o pequeno balcão no pavimento superior, etc. 

## Galeria

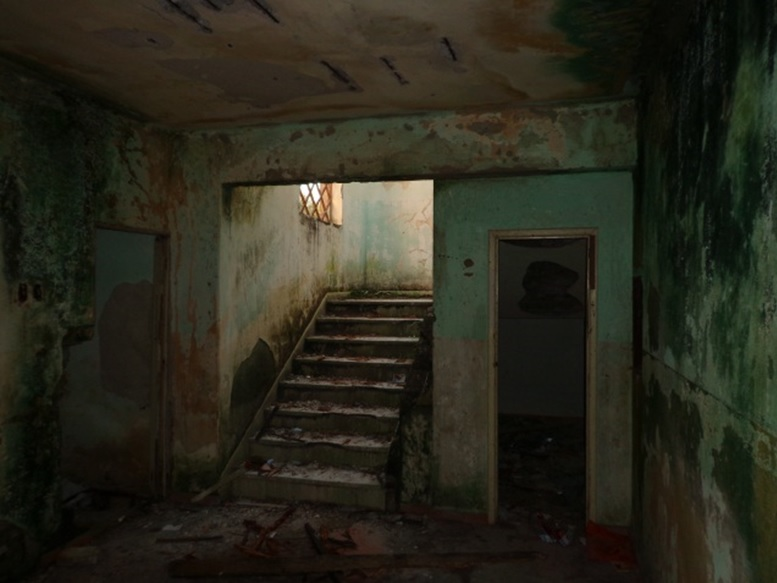
Escadaria no andar inferior
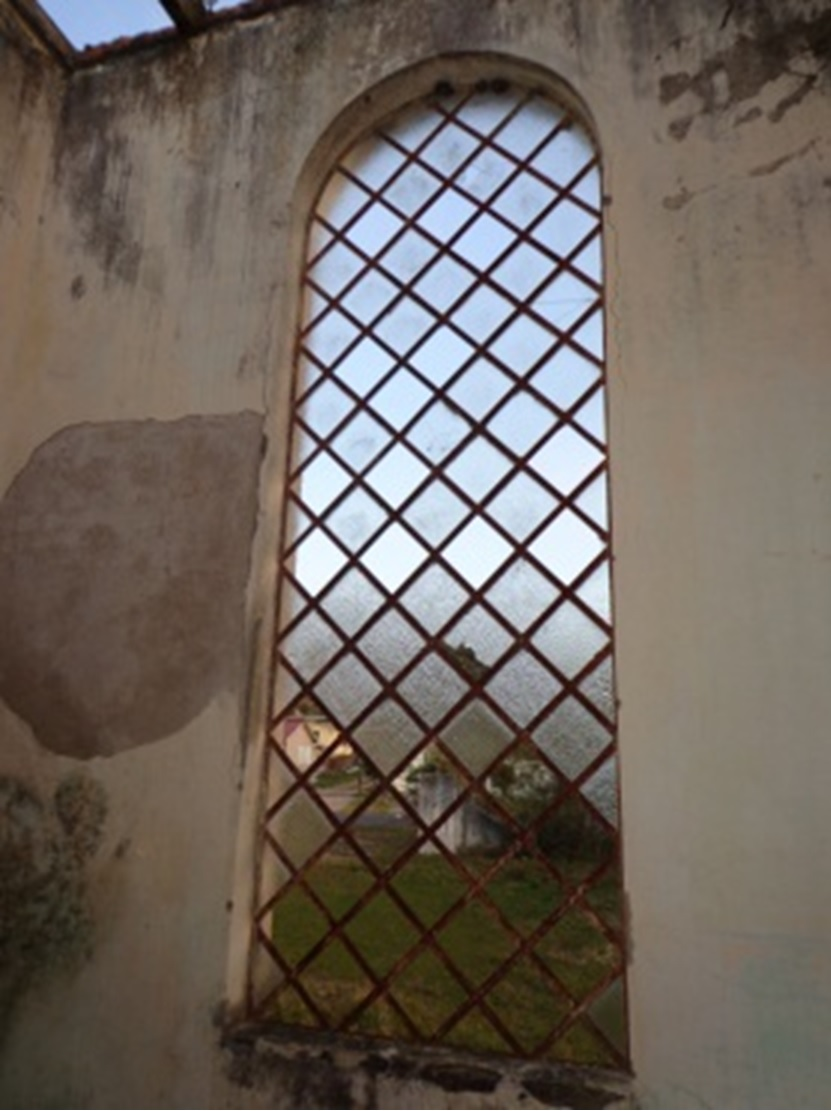
Janela da escadaria
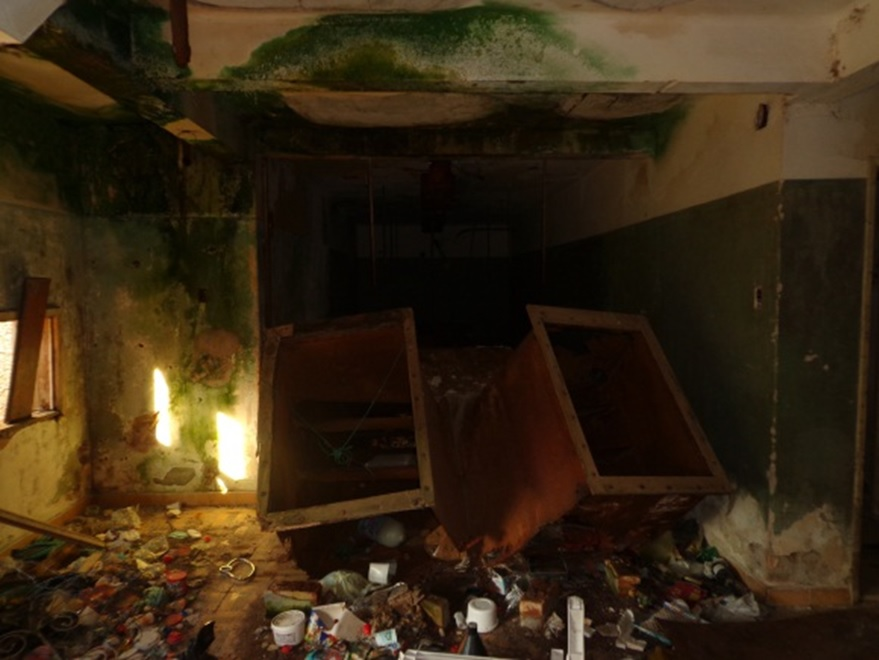
Interior do primeiro andar.
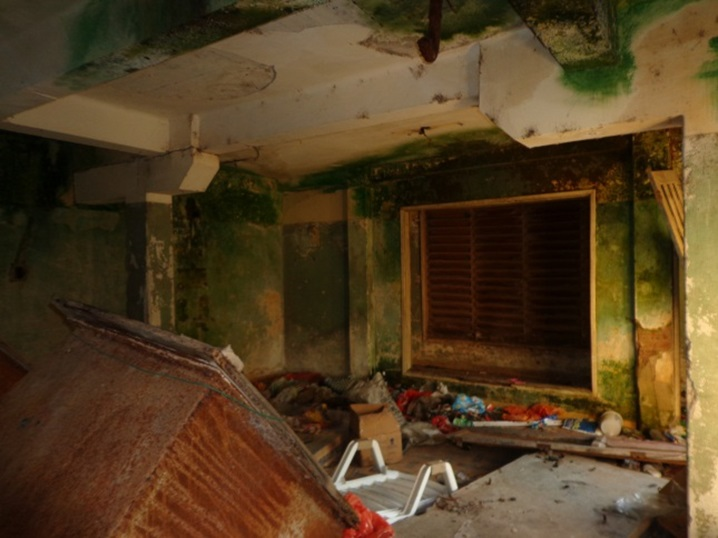
Interior do primeiro andar.
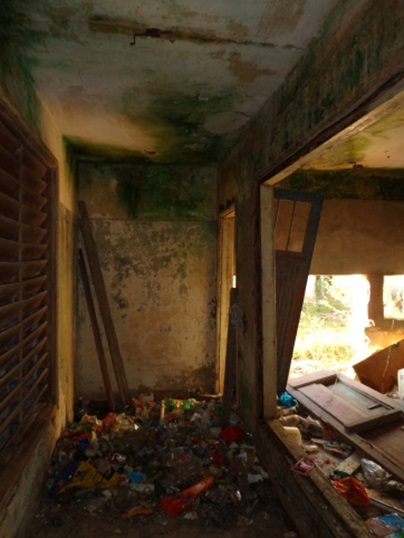
Interior do primeiro andar.
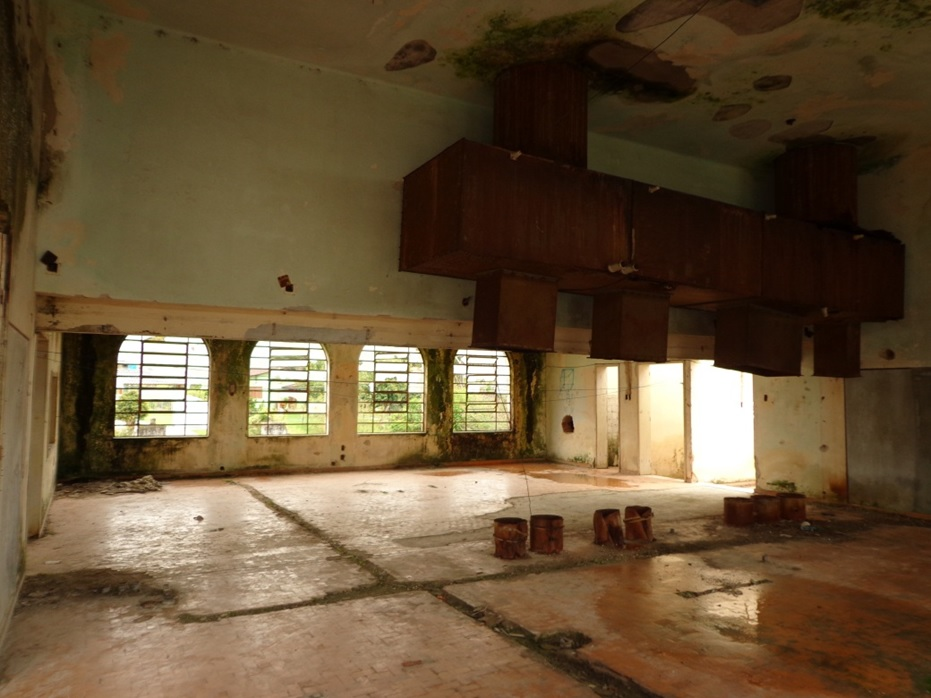
Interior do segundo andar do prédio, com restos do maquinário.
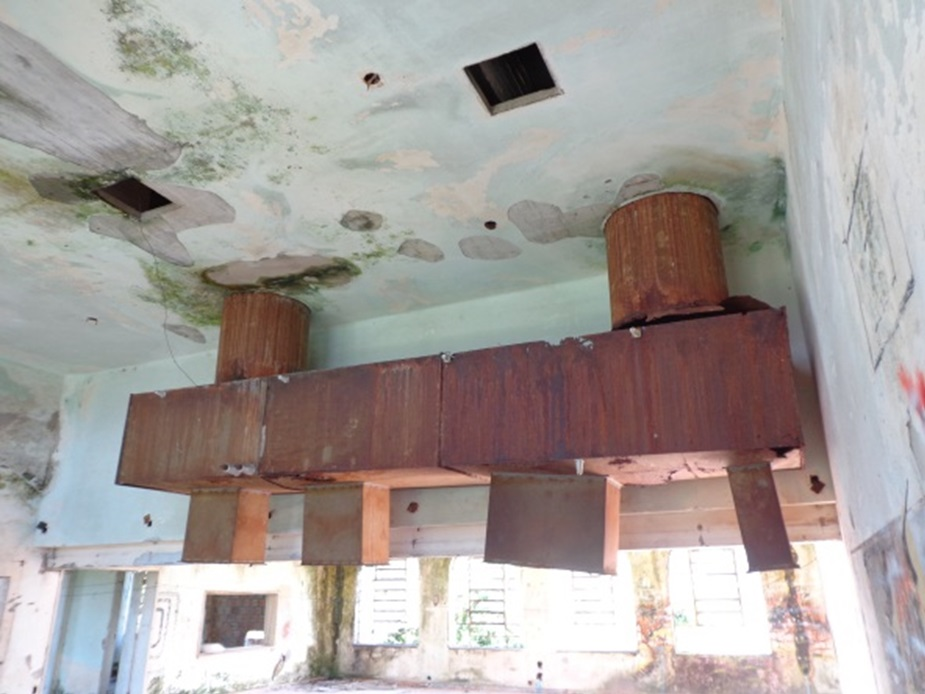
Restos do maquinário do prédio.
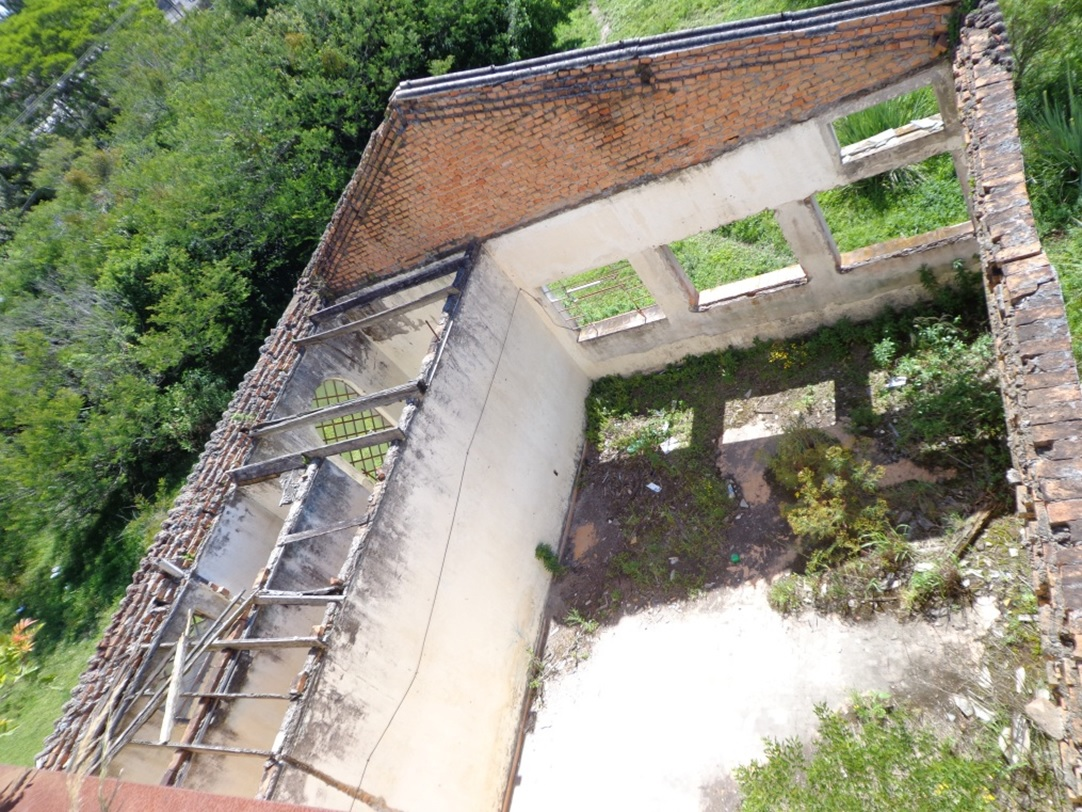
Parte do prédio sem cobertura.